# HFC Haarlem
HFC Haarlem var en holländsk fotbollsklubb från Haarlem, grundad 1 oktober 1889. Klubben vann den holländska ligan 1946 och nådde fem KNVB Cup-finaler. Säsongen 1982-1983 kom de till den andra ronden i UEFA-cupen, där de förlorade mot Spartak Moskva. Den 25 januari 2010 deklarerades klubben som bankrutt och förlorade därmed med omedelbar verkan sin rätt att spela professionell fotboll. Haarlem spelade sin sista professionella match den 22 januari 2010 mot Excelsior.